# Saint-Pierre-lès-Elbeuf
Saint-Pierre-lès-Elbeuf – miejscowość i gmina we Francji, w regionie Normandia, w departamencie Sekwana Nadmorska. Przez miejscowość przepływa Sekwana. 
Według danych na rok 1990 gminę zamieszkiwało 8411 osób, a gęstość zaludnienia wynosiła 1322 osoby/km² (wśród 1421 gmin Górnej Normandii Saint-Pierre-lès-Elbeuf plasuje się na 37. miejscu pod względem liczby ludności, natomiast pod względem powierzchni na miejscu 580.).